# Neoempheria maculipennis
Neoempheria maculipennis är en tvåvingeart som beskrevs av Samuel Wendell Williston  1896. Neoempheria maculipennis ingår i släktet Neoempheria och familjen svampmyggor. Inga underarter finns listade i Catalogue of Life.